# Poffen (kansspel)
Poffen of ploffen is een methode om te loten zonder verdere hulpmiddelen, vaak om te bepalen wie hem is in de eerste ronde van een spel als tikkertje of verstoppertje. 
Hiervoor zijn altijd drie spelers nodig. De spelers heffen een bovenbeen op en na het uitspreken of zingen van de woorden "een, twee, drie - P(l)of!", leggen de spelers een hand met de handpalm naar boven of naar beneden op het bovenbeen. De hand mag daarna niet meer gedraaid worden. Degene die afwijkt van de twee andere, is de winnaar. Bij een gelijkspel, als alle drie de spelers dezelfde kant van de hand naar boven gedraaid hebben, spreekt of zingt men eventueel de woorden: "stink in de boks en niemand boft.." en moet opnieuw gep(l)oft worden. 
Een variatie op het ploffen is "proefkonijn". Dit gaat op dezelfde manier als ploffen, maar alleen is dan een van de drie personen aangesteld als "proefkonijn". Je roept dan "Proefkonijn wie zal hem zijn?" en niet alleen bij een gelijkspel, maar ook als het "proefkonijn" afwijkt, moet er opnieuw worden gespeeld. Als echter een van de anderen afwijkt, is deze de winnaar.

## Grotere groep
Indien de groep waaruit geloot wordt groter is dan drie personen, wordt de plaats van de winnaar van de eerste ronde ingenomen door de volgende persoon. Dit spel kan nadien herhaald worden met de winnaars tot er drie spelers overblijven, waarna het spel nog één keer moet gespeeld worden om de algemene winnaar te bepalen. Wanneer er op het einde nog maar twee spelers zijn, wordt de derde plaats ingenomen door een verliezer van een vorig spel.